# Гафни (Јужна Каролина)
Гафни (енгл. Gaffney) град је у америчкој савезној држави Јужна Каролина.

## Демографија
По попису из 2010. године број становника је 12.414, што је 554 (-4,3%) становника мање него 2000. године.
| Група             | 2000.         | 2010.         |
| Белци             | 6.854 (52,9%) | 6.073 (48,9%) |
| Афроамериканци    | 5.730 (44,2%) | 5.673 (45,7%) |
| Азијати           | 59 (0,5%)     | 108 (0,9%)    |
| Хиспаноамериканци | 257 (2,0%)    | 381 (3,1%)    |
| Укупно            | 12.968        | 12.414        |